# Leioproctus pango
Leioproctus pango är en biart som beskrevs av Donovan 2007. Leioproctus pango ingår i släktet Leioproctus och familjen korttungebin. Inga underarter finns listade i Catalogue of Life.